# Civilization (Front Line Assembly)
Civilization è un album in studio del gruppo musicale canadese Front Line Assembly, pubblicato nel 2004.

## Tracce
1. Psychosomatic – 5:35
2. Maniacal – 5:14
3. Transmitter – 5:38
4. Vanished – 6:25
5. Strategic – 1:52
6. Civilization – 6:43
7. Fragmented – 6:22
8. Parasite – 6:13
9. Dissident – 5:29
10. Schicksal – 7:19